# روبرت كاباس
روبرت كاباس (بالإنجليزية: Robert Kabbas) رباع أسترالي سابق، ولد في الإسكندرية بمصر في 15 مارس عام 1955. فاز بالميدالية الفضية في رفع الأثقال في أولمبياد لوس أنجليس 84.

## روابط خارجية
- روبرت كاباس على موقع أوليمبيديا (الإنجليزية)
- روبرت كاباس على موقع اللجنة الأولمبية الأسترالية (الإنجليزية)
- روبرت كاباس على موقع اتحاد ألعاب الكومنولث (مؤرشف) (الإنجليزية)